# Miconia ligulata
Miconia ligulata är en tvåhjärtbladig växtart som beskrevs av Frank Almeda. Miconia ligulata ingår i släktet Miconia och familjen Melastomataceae. Inga underarter finns listade i Catalogue of Life.